# 妃南
妃南（ひな、2006年12月28日 - ）は、日本の女性プロレスラー。栃木県下野市出身。スターダム所属。血液型O型。

## 来歴
幼年期に見たKAIRIの試合に衝撃を受け、スターダムの試合の観戦を始める。小学二年生の時、プロレスへの参加を希望し、試合会場の売店にいた風香に家族いっしょに願い出て、三姉妹で練習に加わる。
2018年
10月13日、スターダム新木場1stRING大会における吏南戦にてデビュー。5分24秒外道クラッチにより妃南の勝利。
2019年
4月14日、新木場1stRINGで行われたドラフトでQueen's Quest所属となった。
元は三姉妹一緒にSTARS所属だったが、羽南は変わらずSTARS、吏南はTCS（TOKYO CYBER SQUAD）所属とバラバラになり涙を流した。
2021年
8月14日より、高校受験に専念するため欠場に入る。翌2022年3月27日、両国国技館大会に現れ、姉・羽南の持つフューチャー・オブ・スターダム王座への挑戦を表明し、4月30日の大田区総合体育館で対戦するが惜しくも敗れた。
2024年
6月22日、大江戸隊との「最終敗者以外4人ユニット追放イリミネーションマッチ」に敗れ、Queen's Questを去ることとなった。
7月23日、朱里＆小波vs渡辺桃＆テクラのゴッデス・オブ・スターダム選手権の試合後にGod's Eye加入を表明。8月4日、正式に加入。
2025年
2月24日、天咲光由を破りフューチャー王座を奪取、4月から大学進学も報告した。

## 人物
STARS所属の羽南は姉、H.A.T.E所属の吏南は双子の姉である。
高校では学年トップの成績を残すほど学業優秀である。

## 得意技
ラブカ（変形カッター）
オクラホマスタンピートの体制から自身が後方に倒れる勢いを利用した変形のカッター
ビッグＥが使用するビッグエンディングと同型
変形ジャックハマー
現在の主なフィニッシャー。相手の頭部を腕で抱え込み、片足をすくい上げてキー・クラッシャーのような形から後ろに落とす技。
STO
外道クラッチ
光輪
外道クラッチの体制から横に回転し、ダイヤル固めで丸め込む
マッド・スプラッシュ

## タイトル歴
スターダム
- 第12代フューチャー・オブ・スターダム王座

## 入場テーマ曲
- Upside Downside（作曲 : 海津信志）[9]
- Cool frolic（作曲 : 永町一樹）[10]